# آراتویپه
آراتویپه (به پرتغالی: Aratuípe) یک منطقهٔ مسکونی در برزیل است که در باهیا واقع شده‌است. آراتویپه ۸٬۸۳۷ نفر جمعیت دارد.